# San Carlo ai Catinari

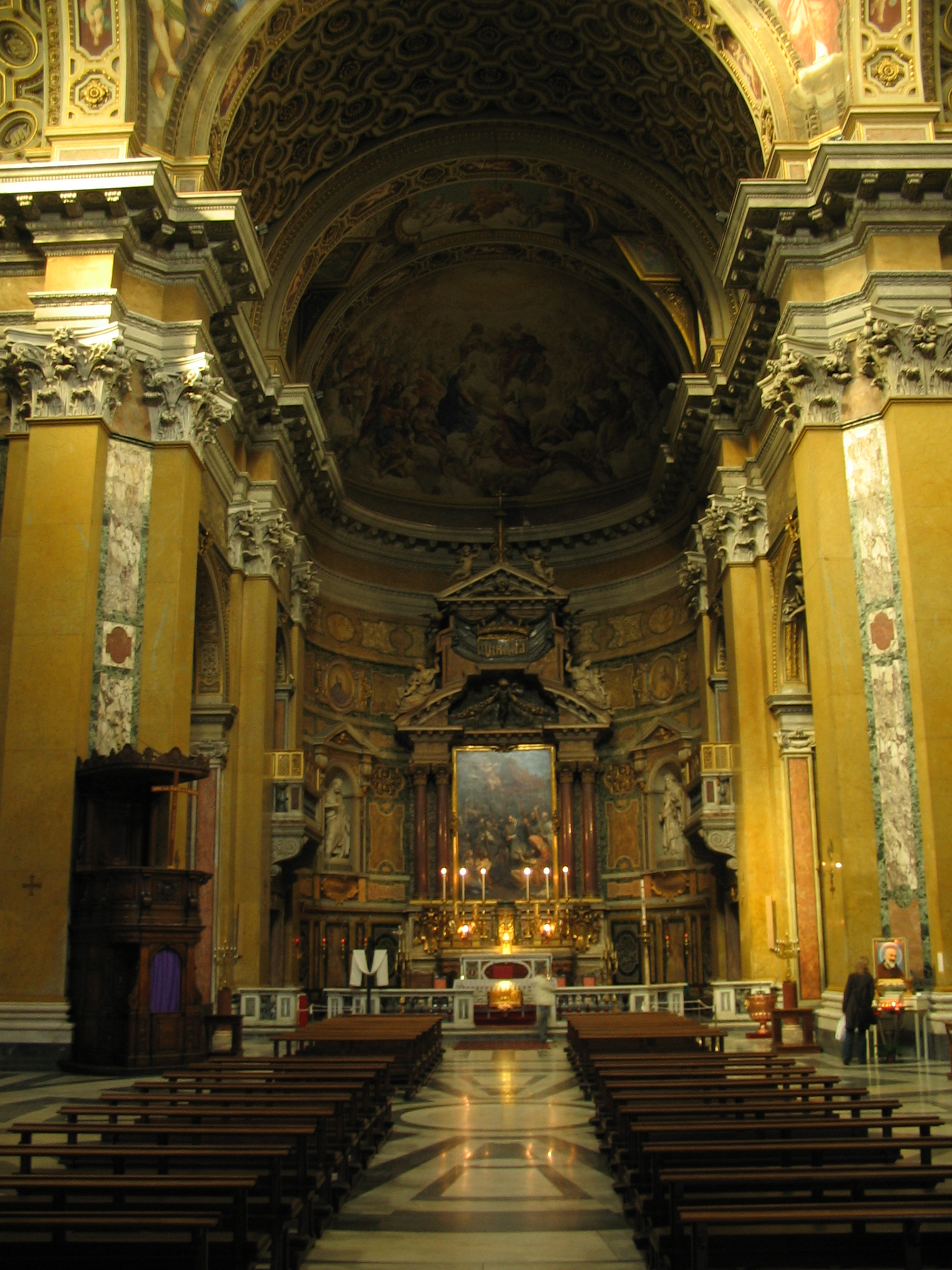
Interieur

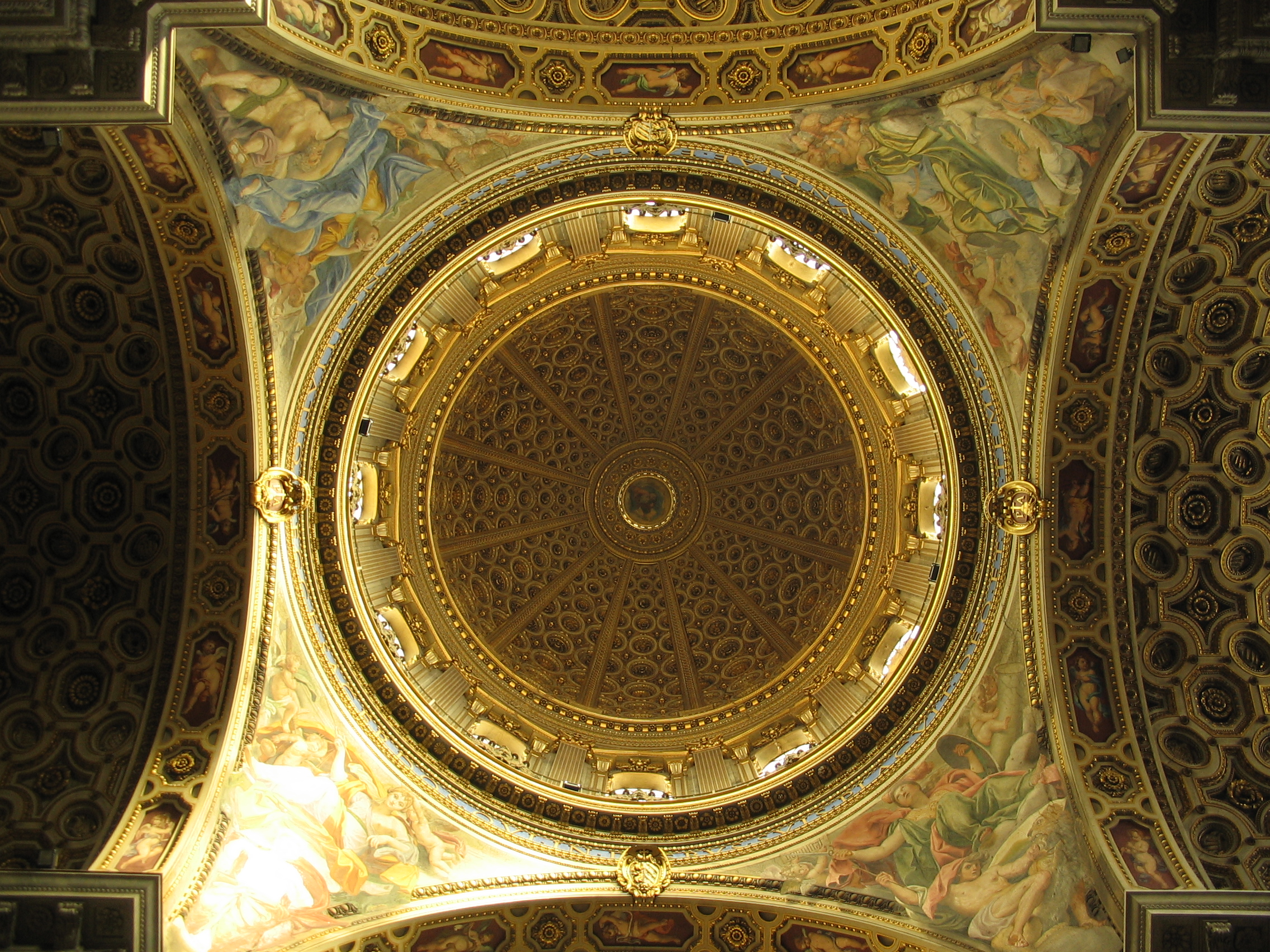
Koepel van Rosato Rosati

De San Carlo ai Catinari (Heilige Carolus bij de Schotelmakers) is een kerk in Rome, gelegen aan het Piazza Benedetto Cairoli, in de buurt van het Piazza Campo dei Fiori. De kerk, gediend door de Congregatie der Barnabieten, is gewijd aan de heilige Carolus Borromeus (1538-1584).

## Geschiedenis
De San Carlo ai Catinari is gebouwd tussen 1636 en 1638, in de periode van de Contrareformatie, in opdracht van de Milanese gemeenschap in Rome, die met deze kerk de in 1610 heilig verklaarde bisschop eerden. De kerk werd op 19 maart 1722 gewijd door Lorenzo Corsini, de latere paus Clemens XII.
De kerk is gerestaureerd in de negentiende eeuw, en nogmaals in 1915, na beschadiging door een aardbeving.

## Interieur
De kerk heeft de vorm van een Grieks kruis. De koepel met cassettenplafond, de grootste van Rome na die van de Sint-Pietersbasiliek en de Sant'Andrea della Valle, is ontworpen door Rosato Rosati.
Boven het hoofdaltaar, ontworpen door Martino Longhi, hangt het schilderij De processie van de H. Carolus Borromeus ter bezwering van de pest in Milaan (1650) van de hand van Pietro da Cortona. In de apsis zijn fresco's aangebracht door Giovanni Lanfranco (De Apotheose van de H. Carolus Borromeus, 1847) en Guido Reni.
De kapellen van de kerk zijn gewijd aan de Madonna van de Voorzienigheid, de heilige Blasius en de heilige Cecilia.

## Titelkerk en titeldiakonie
De kerk was van 1616 tot 1627 een titelkerk. In 1959 werd de kerk een titeldiakonie met de naam Ss. Biagio e Carlo ai Catinari.
Houders van de titeldiakonie:
- 1959-1969: Arcadio María Larraona C.M.F.
- 1973-1975: Luigi Raimondi
- 1976-1987: Giuseppe Maria Sensi
- 1988-2007: Angelo Felici (1999-2007 titelkerk pro hac vice)
- 2007-heden: Leonardo Sandri (2018 titelkerk pro hac vice)

| Heilige Stoel                            | Heilige Stoel | Heilige Stoel | Heilige Stoel |
| ---------------------------------------- | ------------- | --- | --- |
| Territoria in bezit van de Heilige Stoel |               | | |
| Eigendommen                              | In Rome       | Basilica major | Sint-Pietersbasiliek · Sint-Jan van Lateranen · Basiliek van Santa Maria Maggiore · Sint-Paulus buiten de Muren |
| Eigendommen                              | In Rome       | Lateraans Paleis (Pauselijke Lateraanse Universiteit · Heilige Trap) · Paleis van Sint-Callixtus · Janiculum (Pauselijke Urbaniana Universiteit · Pontificio collegio americano del Nord · Ospedale Pediatrico Bambino Gesù)· Propaganda Fide-paleis · Sant'Offizio · Paleis van de Congregatie van de Oriëntaalse Kerk · Vicariato-paleis · Gregoriaanse Universiteiten · Pauselijk Bijbelinstituut · | |
| Eigendommen                              | In Rome       | Extraterritoriaal | Paleis van de 12 Heilige Apostelen · San Carlo ai Catinari · Archeologisch Instituut · Collegio Bellarmino · Oriëntaals Instituut · Lombardisch College · Russisch College · Sant'Apollinare alle Terme Neroniane-Alessandrine · De vertrekken onder de Santi Giovanni e Paolo (Rome) |
| Eigendommen                              | Buiten Rome   | Castel Gandolfo · Zomergebouw van het Pontificio Collegio Urbano de Propaganda Fide · De antenne van Radio Vaticaan in Santa Maria di Galeria | Castel Gandolfo · Zomergebouw van het Pontificio Collegio Urbano de Propaganda Fide · De antenne van Radio Vaticaan in Santa Maria di Galeria |
| Eigendommen                              | Buiten Rome   | Extraterritoriaal | Basiliek van het Heilige Huis - Sint-Franciscusbasiliek (Assisi) - Basilica di Sant'Antonio |

Sant'Agnese fuori le mura · 
Sant'Agnese in Agone · 
Sant'Agostino · 
Sant'Alberto Magno · 
Basilica di Santa Anastasia · 
Sant'Andrea al Quirinale · 
Sant'Andrea delle Fratte · 
Sant'Andrea della Valle · 
Sant'Andrea in Via Flaminia · 
Sant'Angela Merici · 
Santi Angeli Custodi a Città Giardino · 
Sant'Anselmo all'Aventino · 
Sant'Antonio da Padova all'Esquilino · 
Sant'Antonio da Padova in Via Tuscolana · 
Sant’Antonio di Padova a Circonvallazione Appia · 
Sant'Antonio in Campo Marzio · 
Sant'Apollinare alle Terme Neroniane-Alessandrine · 
Sant'Atanasio · 
Sant'Atanasio a Via Tiburtina · 
Santi Aquila e Priscilla · 
Santa Balbina · 
San Bernardo alle Terme · 
Santi Bonifacio e Alessio · 
San Callisto · 
San Camillo de Lellis · 
San Carlo ai Catinari · 
San Carlo al Corso · 
Basiliek van Santa Cecilia in Trastevere · 
San Cesareo in Palatio · 
Santa Chiara a Vigna Clara · 
San Clemente · 
San Corbiniano · 
Santi Cosma e Damiano in Via Sacra · 
San Crisogono · 
Santa Croce in Gerusalemme · 
Santa Croce in Via Flaminia · 
Sacro Cuore di Cristo Re · 
Sacro Cuore di Gesù · 
Sacro Cuore di Gesù agonizzante a Vitinia · 
Dio Padre Misericordioso · 
Santi XII Apostoli · 
San Domenico di Guzman · 
Santi Domenico e Sisto · 
Sant'Elena fuori Porta Prenestina · 
Sant'Eligio dei Ferrari · 
Sant'Emerenziana a Tor Fiorenza · 
Sant'Eugenio · 
Sant'Eusebio · 
Santi Fabiano e Venanzio a Villa Fiorelli · 
San Felice da Cantalice a Centocelle · 
Santa Francesca Romana · 
San Francesco a Ripa · 
San Francesco di Paola ai Monti · 
Friezenkerk · 
San Frumenzio ai Prati Fiscali · 
Il Gesù · 
Gesù Divino Lavoratore · 
San Giacomo in Augusta · 
San Gioacchino ai Prati di Castello · 
Santi Gioacchino e Anna al Tuscolano · 
San Giovanni a Porta Latina · 
San Giovanni Bosco in via Tuscolana · 
San Giovanni Crisostomo a Monte Sacro Alto · 
San Giovanni dei Fiorentini · 
Santi Giovanni e Paolo · 
Santi Giovanni Evangelista e Petronio · 
San Giovanni Maria Vianney · 
San Girolamo dei Croati · 
San Giuliano Martire · 
San Giustino · 
Gran Madre di Dio · 
San Gregorio Magno al Celio · 
San Gregorio Magno alla Magliana Nuova · 
San Gregorio VII · 
Sant'Ignazio · 
Sint-Jan van Lateranen · 
Sint-Juliaan-der-Vlamingen · 
San Leonardo da Porto Maurizio · 
San Leone I · 
San Liborio · 
San Lorenzo in Damaso ·  
San Lorenzo in Lucina · 
San Lorenzo in Panisperna · 
San Luca a Via Prenestina · 
San Luigi dei Francesi · 
Santuario della Madonna del Divino Amore · 
Madonna dell'Archetto - 
Santi Marcellino e Pietro · 
San Marcello al Corso · 
San Marco · 
Santa Maria ai Monti · 
Santa Maria Ausiliatrice in Via Tuscolana · 
Santa Maria Consolatrice al Tiburtino · 
Santa Maria degli Angeli e dei Martiri · 
Santa Maria dei Miracoli en Santa Maria in Montesanto · 
Santa Maria dell'Anima · 
Santa Maria della Pace · 
Santa Maria della Salute a Primavalle · 
Santa Maria della Scala · 
Santa Maria della Vittoria · 
Santa Maria delle Grazie a Via Trionfale · 
Santa Maria del Popolo · 
Santa Maria del Suffragio · 
Santa Maria di Monserrato · 
Santa Maria Domenica Mazzarello · 
Santa Maria Goretti · 
Santa Maria Immacolata a Grottarossa · 
Santa Maria in Aquiro · 
Santa Maria in Aracoeli · 
Santa Maria in Campitelli · 
Santa Maria in Cappella · 
Santa Maria in Domnica · 
Santa Maria in Transpontina · 
Santa Maria in Trastevere · 
Santa Maria in Trivio · 
Santa Maria in Vallicella · 
Santa Maria in Via · 
Santa Maria in Via Lata · 
Santa Maria Liberatrice a Monte Testaccio · 
Santa Maria Madre della Providenza a Monte Verde · 
Santa Maria Madre del Redentore a Tor Bella Monaca · 
Basiliek van Santa Maria Maggiore · 
Santa Maria Regina degli Apostoli alla Montagnola · 
Santa Maria Regina Mundi a Torre Spaccata · 
Santa Maria sopra Minerva · 
Santa Beata Maria Vergine Addolorata a piazza Buenos Aires · 
San Martino ai Monti · 
Natività di Nostro Signore Gesù Cristo a Via Gallia · 
Santi Nereo e Achilleo · 
San Nicola in Carcere · 
Santissimo Nome di Maria al Foro Traiano · 
Nostra Signora del Sacro Cuore · 
Ognissanti in Via Appia Nuova · 
Sant'Onofrio · 
Sint-Pancratiusbasiliek · 
Pantheon (Rome) · 
San Patrizio ·
Sint-Anna in Lateranen ·
Sint-Paulus buiten de Muren · 
Sint-Pietersbasiliek · 
Santi Pietro e Paolo a Via Ostiense · 
San Pietro in Montorio · 
San Pietro in Vincoli · 
Santa Prassede · 
Preziosissimo Sangue di Nostro Signore Gesù Cristo · 
Santa Prisca · 
Santa Pudenziana · 
Santi Quattro Coronati · 
Santi Quirico e Giulitta · 
Santissimo Redentore e Sant'Alfonso in Via Merulana · 
Santa Sabina · 
San Salvatore in Lauro · 
Sint-Sebastiaan buiten de Muren · 
San Silvestro in Capite · 
Santi Simone e Giuda Taddeo a Torre Angela · 
Sixtijnse Kapel · 
Santa Sofia a Via Boccea · 
Santa Susanna · 
Tempietto van San Pietro in Montorio · 
Santa Teresa al Corso d’Italia · 
Trinità dei Monti · 
Sant’Ugo · 
Beata Vergine Maria del Monte Carmelo a Mostacciano · 
Basilica di San Vitale